# 東海工業専門学校熱田校
東海工業専門学校熱田校（とうかいこうぎょうせんもんがっこうあつたこう）は、愛知県名古屋市熱田区にある私立専修学校。

## 概要
学校法人電波学園が設置する。1961年（昭和36年）に開校。建設分野・機械分野に関する教育を行う。2008年（平成20年）に専門課程の建設分野の学科を東海工業専門学校金山校に、2009年（平成21年）には専門課程の機械分野の学科を名古屋工学院専門学校へ移行。現在は、高等課程のみ設置。

## 設置学科

### 高等課程
- 建築科
  - 建築コース[1]
  - インテリアデザインコース[1]
- 機械科[2]

## 概観

### 建学の精神
社会から喜ばれる知識と技術をもち、歓迎される人柄を兼ね備えた人材を育成し、英知と勤勉な国民性を高め科学技術、文化の発展に貢献する。

### 沿革
- 1952年（昭和27年） - 前身となる名古屋高等無線電信学校が開校。
- 1959年（昭和34年） - 学校法人化。
- 1961年（昭和36年） - 東海製図技術学校として設立される[3]。
- 1970年（昭和45年） - 東海工業専門学院と改称する[3]。
- 1975年（昭和50年） - 東海工業専門学校と改称する[3]。
- 1976年（昭和51年） - 専修学校認可[3]。
- 1985年（昭和60年） - 高等課程 機械科を設置[3]。
- 1986年（昭和61年） - 高等課程 設備科を設置[3]。
- 1995年（平成7年） - 東海工業専門学校熱田校と改称、金山校開校[3]。
- 2004年（平成16年） - 東海工業専門学校と改称[3]。金山校はあいち建築デザイン専門学校と改称[3]。
- 2005年（平成17年） - 高等課程 建築科を設置[3]。同時に設備科の募集を停止する[3]。
- 2008年（平成20年） - 東海工業専門学校を東海工業専門学校熱田校と改称[3]し、あいち建築デザイン専門学校は東海工業専門学校金山校と改称する。
- 2009年（平成21年） - 東海工業専門学校熱田校機械工学科は名古屋工学院専門学校へ移行させる。高等課程のみの学校となる。
- 2012年（平成24年） - 前年の建築科共学化に続き、機械科が共学となり、完全に男女共学となる[3]。

## 部活動・同好会

### 運動部系
- 軟式野球部
- 柔道部
- バスケットボール部
- 卓球部
- 硬式テニス部
- トレーニング部
- 自動車競技部
- 陸上競技部
- バレーボール部
- サッカー部
- 少林寺拳法部
- ハンドボール部

### 文化部系
- 軽音楽部
- 写真同好会
- 機械工作部
- シネマ部
- ボードゲーム同好会
- メカニック部
- eスポーツ同好会

## 行事

### 前期
- オリエンテーション合宿（4月）[4]
- 社会研修会（5月）
- サマーセミナー（7月）[4]

### 後期
- 体育祭（10月）[4]
- 文化祭（10月）[4]
- 予餞会（2月）[4]
- 修学旅行（3月）[4]

## 基本データ

### 交通アクセス
- JR東海道本線「熱田駅」から、南東へ徒歩で約10分[5]。
- 名鉄名古屋本線・常滑線「神宮前駅」から、南東へ徒歩で約5分[5]。
- 名古屋市営地下鉄名城線「熱田神宮伝馬町駅」から、北へ徒歩で約8分[5]。

## 姉妹校
学校法人電波学園は、以下の学校を運営している。
| - 愛知工科大学 - 愛知工科大学自動車短期大学 - 名古屋工学院専門学校 - 東海工業専門学校金山校 - あいちビジネス専門学校 | - あいち造形デザイン専門学校 - あいち福祉医療専門学校 - 名古屋外語・ホテル・ブライダル専門学校 - あいち情報専門学校 - ぎふ国際高等学校 |

## 公式サイト
- 東海工業専門学校熱田校 高等課程